# Scleria motemboensis
Scleria motemboensis är en halvgräsart som beskrevs av Nathaniel Lord Britton. Scleria motemboensis ingår i släktet Scleria och familjen halvgräs. Inga underarter finns listade i Catalogue of Life.